# Suite (muziek)
Suite, of danssuite is een muziekterm waarmee een bepaalde vorm van een (meerdelig) muziekstuk wordt aangeduid. 

## Ontwikkeling
De term suite is voortgekomen uit de hoofse danspraktijk in het Frankrijk van de 17de eeuw, en verspreidde zich overal in het Europa benoorden de Alpen.
Een reeks afwisselende dansvormen, gespeeld door het (hof)orkest, werd ingeleid door een 'opwarmend' openingsstuk (='Ouverture'), dat gevolgd werd door ('...suite par...') een reeks op elkaar aansluitende dansvormen.
Tegen het einde van de 17de eeuw verzelfstandigde zich deze 'functionele muziek' voor de danszalen in adellijke paleizen meer en meer tot 'concertmuziek' voor het Collegium Musicum, de aanduiding voor soms besloten, dan weer (half)openbare muziekgezelschappen door en voor de stedelijke burgerij. In dit verband werden suites meer en meer voor het klavecimbel, het huiskamerinstrument, geschreven: als bewerkingen van eigen ensemblemuziek (Jean-Philippe Rameau) dan wel als originele composities zoals de orkestsuites van (Johann Sebastian Bach).

## Ontstaan
Drie verschillende principes leidden tot het ontstaan van de suite als een opeenvolging van instrumentale dansen.
- De verbinding van voor- en nadans ontwikkelde zich in de praktijk zodanig, dat de melodie van de voordans enkel ritmisch of metrisch veranderde in de nadans. Dit principe heet suitevorming door reductie.[2]
- Het ontwikkelingsprincipe, waarin de motivische opbouw van de hoofddans wordt voortgezet, bijvoorbeeld door het overnemen van het hoofdmotief of door voortspinnen op of nabootsen van de bouw van de hoofddans met nieuwe motieven.
- Door het variatieprincipe.[3]

De klassieke suite, die in Frankrijk ontstond rond 1650, heeft de volgende volgorde in de dansen, volgend op een inleidende ouverture:
1. Allemande
2. Courante
3. Sarabande
4. Gigue

Dit kernschema kon worden uitgebreid met andere dansvormen:
- Menuet
- Gavotte
- Chaconne
- Passepied
- Bourrée
- Rondeau

Hier konden weer vrijere dansstukken aan toe worden gevoegd zoals:
- Air
- Badinerie
- Réjouissance
- Loure (gigue lente)

Naast Frankrijk was het genre ook populair in Duitsland zoals bij (Johann Sebastian Bach en Georg Philipp Telemann), in Groot-Brittannië, (Henry Purcell), Italië en in (het latere) België. Engelse suites beginnen veelal met een Prelude.
De grote bloeitijd van de suite eindigde omstreeks 1750, het jaar waarin Bach overleed, en dat wel als het einde van de barokmuziek wordt beschouwd.

## Latere toepassingen van de titel "suite"
Archaïserend (een oude stijl nabootsend) hebben ook latere componisten suites geschreven, onder wie Edvard Grieg (Aus Holbergs Zeit opus 40), Pjotr Iljitsj Tsjaikovski (vier suites, waaronder Mozartiana), Carl Nielsen (Kleine suite), Sergej Rachmaninov (Suite), Richard Strauss (Le bourgeois gentilhomme), Maurice Ravel (bijvoorbeeld Le tombeau de Couperin, Ma Mère l'Oye), Claude Debussy (Petite suite), Ottorino Respighi (drie suites Antiche arie ed danze) en Alexander Voormolen (Baron Hop-suites 1 en 2).
Ook stelden componisten (of andere bewerkers) suites voor symfonieorkest samen uit delen van hun opera's, balletten en toneelmuziek, bedoeld voor uitvoeringen in de concertzaal. Onder hen zijn Georges Bizet (L'Arlésienne-suites 1 en 2), Edvard Grieg (Peer Gynt-suites 1 en 2), Richard Strauss (suite uit Der Bürger als Edelmann), Zoltán Kodály (Hary Janos-suite), Igor Stravinsky voor vele van zijn balletten, en Sergej Prokofjev (Romeo en Julia-suites 1, 2 en 3).
Enkele componisten schreven suites van gestileerde moderne dansen. Hierbij kan men denken aan Paul Hindemiths Suite 1922.